# Adrian Griffin
Adrian Darnell Griffin (Wichita, 4 luglio 1974) è un allenatore di pallacanestro ed ex cestista statunitense, di ruolo guardia o ala piccola, professionista nella NBA.

## Carriera

### Giocatore
Con gli Stati Uniti ha disputato i Campionati americani del 1997.

### Allenatore
Dopo essere stato il vice di più squadre, il 5 giugno 2023 viene assunto per la prima volta come capo allenatore dai Milwaukee Bucks.

## Statistiche

### Giocatore
| * | Primo nella lega |

#### NCAA
| Anno      | Squadra            | PG  | PT | MP   | TC%  | 3P%  | TL%  | RP  | AP  | PRP | SP  | PP   |
| --------- | ------------------ | --- | -- | ---- | ---- | ---- | ---- | --- | --- | --- | --- | ---- |
| 1992-1993 | Seton Hall Pirates | 35  | 1  | 13,3 | 50,6 | 0,0  | 58,5 | 3,5 | 0,8 | 0,8 | 0,1 | 3,4  |
| 1993-1994 | Seton Hall Pirates | 30  | 30 | 29,8 | 47,3 | 33,3 | 60,3 | 7,8 | 2,2 | 1,4 | 0,6 | 9,7  |
| 1994-1995 | Seton Hall Pirates | 30  | 30 | 31,6 | 55,4 | 30,0 | 72,3 | 7,2 | 2,8 | 2,2 | 0,7 | 15,3 |
| 1995-1996 | Seton Hall Pirates | 28  | 28 | 35,1 | 48,6 | 27,3 | 66,5 | 8,3 | 3,1 | 2,5 | 0,6 | 19,5 |
| Carriera  | Carriera           | 123 | 89 | 26,7 | 50,6 | 27,8 | 65,4 | 6,5 | 2,2 | 1,7 | 0,5 | 11,5 |

#### NBA

##### Regular Season
| Anno      | Squadra          | PG  | PT  | MP   | TC%  | 3P%  | TL%  | RP  | AP  | PRP | SP  | PP  |
| --------- | ---------------- | --- | --- | ---- | ---- | ---- | ---- | --- | --- | --- | --- | --- |
| 1999-2000 | Boston Celtics   | 72  | 47  | 26,8 | 42,4 | 28,1 | 75,3 | 5,2 | 2,5 | 1,6 | 0,2 | 6,7 |
| 2000-2001 | Boston Celtics   | 44  | 0   | 8,6  | 34,0 | 34,6 | 75,0 | 2,0 | 0,6 | 0,4 | 0,1 | 2,1 |
| 2001-2002 | Dallas Mavericks | 58  | 34  | 23,8 | 49,9 | 29,6 | 83,7 | 3,9 | 1,8 | 1,3 | 0,2 | 7,2 |
| 2002-2003 | Dallas Mavericks | 74  | 48  | 18,6 | 43,3 | 25,0 | 84,4 | 3,6 | 1,4 | 1,0 | 0,1 | 4,4 |
| 2003-2004 | Houston Rockets  | 19  | 1   | 7,0  | 27,8 | 50,0 | 0,0  | 1,0 | 0,5 | 0,4 | 0,1 | 0,6 |
| 2004-2005 | Chicago Bulls    | 69  | 1   | 9,7  | 36,0 | 22,2 | 75,0 | 2,1 | 0,8 | 0,6 | 0,1 | 2,2 |
| 2005-2006 | Dallas Mavericks | 52  | 45  | 23,9 | 48,0 | 0,0  | 77,4 | 4,4 | 1,7 | 1,0 | 0,2 | 4,6 |
| 2006-2007 | Chicago Bulls    | 54  | 1   | 10,8 | 47,3 | 0,0  | 78,9 | 2,0 | 1,1 | 0,6 | 0,1 | 2,5 |
| 2007-2008 | Chicago Bulls    | 22  | 2   | 10,1 | 40,0 | -    | 42,9 | 1,7 | 1,0 | 0,5 | 0,0 | 2,3 |
| 2007-2008 | Seattle S.Sonics | 13  | 0   | 6,5  | 37,5 | -    | 100  | 1,7 | 0,4 | 0,4 | 0,1 | 1,1 |
| Carriera  | Carriera         | 477 | 179 | 16,8 | 43,8 | 27,8 | 76,3 | 3,2 | 1,4 | 0,9 | 0,1 | 4,0 |

##### Play-off
| Anno     | Squadra          | PG | PT | MP   | TC%  | 3P%  | TL%  | RP  | AP  | PRP | SP  | PP  |
| -------- | ---------------- | -- | -- | ---- | ---- | ---- | ---- | --- | --- | --- | --- | --- |
| 2002     | Dallas Mavericks | 4  | 1  | 14,3 | 58,8 | 0,0  | 0,0  | 2,3 | 1,0 | 0,5 | 0,3 | 5,0 |
| 2003     | Dallas Mavericks | 15 | 2  | 8,7  | 41,5 | 33,3 | 100  | 2,9 | 0,5 | 0,3 | 0,0 | 2,5 |
| 2005     | Chicago Bulls    | 5  | 0  | 17,2 | 51,7 | -    | 80,0 | 4,0 | 1,8 | 1,0 | 0,0 | 6,8 |
| 2006     | Dallas Mavericks | 20 | 8  | 17,5 | 54,2 | -    | 87,5 | 3,6 | 1,2 | 0,8 | 0,1 | 3,6 |
| 2007     | Chicago Bulls    | 4  | 0  | 2,3  | 0,0  | -    | -    | 0,3 | 0,0 | 0,3 | 0,0 | 0,0 |
| Carriera | Carriera         | 48 | 11 | 13,2 | 48,7 | 20,0 | 76,5 | 3,0 | 0,9 | 0,6 | 0,1 | 3,4 |

##### Massimi in carriera
- Massimo di punti: 23 (2 volte)[2]
- Massimo di rimbalzi: 15 vs New York Knicks (12 novembre 1999)
- Massimo di assist: 7 (2 volte)
- Massimo di palle rubate: 7 vs Atlanta Hawks (15 gennaio 2002)
- Massimo di stoppate: 3 vs Orlando Magic (5 marzo 2000)
- Massimo di minuti giocati: 44 vs Cleveland Cavaliers (3 gennaio 2000)

### Allenatore
| Stagione | Squadra         | Regular Season | Regular Season | Regular Season | Regular Season | Regular Season   | Post Season |
| Stagione | Squadra         | V              | P              | % V            | G              | Posizione finale | Post Season |
| -------- | --------------- | -------------- | -------------- | -------------- | -------------- | ---------------- | ----------- |
| 2023-24  | Milwaukee Bucks | 30             | 13             | 69,8           | 43             | Esonerato        | -           |
|          | Carriera        | 30             | 13             | 69,8           | 43             |                  |             |

## Palmarès
- 2 volte campione USBL (1998, 1999)
- Campione CBA (1999)
- USBL Player of the Year (1999)
- 2 volte USBL Postseason MVP (1998, 1999)
- 2 volte All-USBL First Team (1998, 1999)
- USBL All-Defensive Team (1999)
- CBA Most Valuable Player (1999)
- CBA Playoff MVP (1999)
- 2 volte All-CBA First Team (1998, 1999)
- 2 volte CBA All-Defensive First Team (1998, 1999)
- CBA All-Rookie First Team (1997)